# Askiya
Die Askiya (auch: Askia) sind eine Dynastie der Songhai in Westafrika.
Die Dynastie wurde 1493 von General Mohammed Touré, bald bekannt als Askia Mohammad I., begründet, als er Sonni Barou, den legitimen Thronfolger des Songhaireichs, absetzte und sich selbst als Herrscher einsetzte. Sonni Barous Schwestern sollen aus Protest in ihrer Sprache Songhai „A si kia“ gerufen haben, was „es wird nicht geschehen“ bedeutet. Dies wurde zum Herrschertitel Mohammed Tourés und zum Namen der mit ihm begonnenen islamischen Dynastie. Die Askiya regierten das Songhaireich knapp 100 Jahre lang und erweiterten es bis ins Gebirge Aïr im Osten und in weitere Sahara-Gebiete im Westen. Nach acht Askiya-Herrschern in Folge brach das Songhaireich 1591 mit der Schlacht von Tondibi gegen Marokko in sich zusammen.
Die Askiya-Dynastie und ihre Anhänger flohen in die im Süden gelegene Provinz Dendi, die heute im Wesentlichen zu Niger gehört. Dort konnten sie ihre Herrschaft erhalten, die allerdings nach und nach in eine Vielzahl kleiner Herrschaftssitze mit jeweils einem Askiya an der Spitze zersplitterte: Ayérou, Bangou Koirey, Bangou Tara, Dargol, Garbougna, Guériel, Karma, Kokorou, Kolmane, Kossogo, Namaro, Sansané Haoussa, Saya, Sikièye, Téra, Yonkoto und Zarakoira. Auch die noch weiter südlich gelegenen Orte Gaya in Süd-Niger sowie Karimama und Madékali in Nord-Benin führen die Abstammung ihrer traditionellen Herrscher auf die Askiya zurück. Die sich Anfang des 20. Jahrhunderts als Machthaber etablierenden Franzosen integrierten die einheimischen Herrscher in ihre Verwaltung. Auch im seit 1960 unabhängigen Niger konnte sich das System der traditionellen Herrschaft (chefferie traditionnelle) erhalten und weiterentwickeln.